# Eberhard Vogel
Pour les articles homonymes, voir Vogel.
Eberhard Vogel est un footballeur est-allemand, né le 8 avril 1943 à Frankenberg. Il est actuellement entraîneur.

## Biographie
En tant qu’attaquant, il fut international est-allemand à 74 reprises pour 25 buts, entre 1962 et 1976. Il est le deuxième meilleur buteur de la sélection, à égalité avec Hans-Jürgen Kreische (25 buts en 50 matchs).
Il participa aux Jeux olympiques 1964, sous la bannière de l’Équipe unifiée d'Allemagne. Il récolte la médaille de bronze, inscrivant 3 buts (un contre l’Égypte et deux contre l’Iran). Il fut titulaire contre l’Égypte, l’Iran, la Roumanie (carton rouge à la 33e minute), la Yougoslavie et la Tchécoslovaquie ; mais il ne joue pas contre le Mexique car il purge sa suspension (le carton rouge contre la Roumanie).
Aux Éliminatoires du championnat d'Europe de football 1968, il inscrit un but contre les Pays-Bas (4-3), mais il ne réussit pas à qualifier pour l'Euro 1968.
Aux JO 1972, il reçoit la médaille de bronze avec la RDA : 3 buts marqués (un contre la Colombie, un contre la RFA et un contre l’URSS). Il joue que 5 matchs sur 7, et les 5 en tant que remplaçant (Hongrie, RFA, URSS, Colombie, Pologne).
Aux Éliminatoires du championnat d'Europe de football 1972, il inscrit 3 buts, mais cela ne permet pas à la RDA de se qualifier pour la phase finale.
Il participa à la Coupe du monde de football de 1974, en Allemagne de l'Ouest. Il fut titulaire contre l’Australie (carton jaune), titulaire contre le Chili et remplaçant contre l’Argentine.
Il joue les Éliminatoires du championnat d'Europe de football 1976, inscrivant un but contre la France (2-1), mais ne qualifie pas la RDA pour la phase finale.
Vogel joua pour FC Karl-Marx-Stadt (1962-1970) et FC Carl Zeiss Iéna (1970-1982). 
Avec le premier, il fut champion de RDA en 1967. Avec le second, il remporta 3 fois la Coupe de RDA (1972, 1974 et 1980) et fut finaliste en 1981 de la Coupe d'Europe des vainqueurs de coupe. Il fut élu meilleur footballeur est-allemand de l’année 1969.
Il est sélectionneur de la RDA : des juniors de 1983 à 1989, puis entraîneur-adjoint de la RDA en 1989-90. Ensuite, il entraîna des réserves d’équipes professionnelles (Borussia Mönchengladbach et FC Cologne), puis des équipes professionnelles comme Hanovre 96, FC Carl Zeiss Iéna, et devient sélectionneur du Togo, avec qui il participa à la CAN 1998 où il fut éliminé au 1er tour. Puis il entraîna des équipes allemandes de niveau inférieur (1.FC Magdebourg, Dresdner SC et VfB Sangerhausen).

## Clubs
En tant que joueur
- 1962-1970 :  FC Karl-Marx-Stadt
- 1970-1982 :  FC Carl Zeiss Iéna

En tant qu'entraîneur
- 1983-1989 :  Allemagne de l'Est (jeunes)
- 1989-1990 :  Allemagne de l'Est (entraîneur-adjoint)
- 1990-1991 :  Borussia Mönchengladbach (réserve)
- 1991-1992 :  1.FC Cologne (réserve)
- 1992-1993 :  Hanovre 96
- 1995-1997 :  FC Carl Zeiss Iéna
- 1997-1998 :  Togo
- 2000-2001 :  1.FC Magdebourg
- 2002-2003 :  Dresdner SC
- 2004-2006 :  VfB Sangerhausen

## Palmarès
Avec FC Karl-Marx-Stadt
- Championnat de RDA de football
  - Champion : 1967
- Coupe d'Allemagne de l'Est de football
  - Finaliste : 1969

Avec FC Carl Zeiss Iéna
- Coupe d'Europe des vainqueurs de coupe : 
  - Finaliste : 1981
- Coupe d'Allemagne de l'Est de football
  - Vainqueur : 1972, 1974, 1980

Avec la RDA
- Jeux olympiques
  - Médaille de bronze en 1972